# Elektroszintézis
Az elektrokémiában az elektroszintézis kémiai vegyületek szintézisét jelenti egy elektrokémiai cellában. Az elektroszintézis bizonyos esetekben jobb szelektivitást és hozamot biztosít a hagyományos redoxireakciókhoz képest. Az elektroszintézis aktívan kutatott tudományos terület, emellett ipari alkalmazásokkal is rendelkezik. Az elektrooxidáció a szennyvízkezelésben is ígéretes lehetőségeket kínál.
Alapkiépetésben a rendszer részét képezi egy galváncella, egy potenciosztát és két elektróda. A tipikus oldószer- és elektrolit-kombinációk minimalizálják az elektromos ellenállást. Protikus körülmények között gyakran alkohol-víz vagy dioxán-víz oldószerkeverékeket használnak olyan elektrolittal, mint például az oldható só, sav vagy bázis. Aprotikus körülmények között gyakran használnak szerves oldószert, például acetonitrilt vagy diklórmetánt olyan elektrolitokkal, mint a lítium-perklorát vagy tetrabutil-ammónium-sók. Az elektródok megválasztása az összetételük és a felületük tekintetében fontos lehet. Például vizes körülmények között a cellában a reakciók során az anódon oxigén, a katódon pedig hidrogén képződik. Ebben az esetben a grafit anód és az ólom katód hatékonyan használható, az oxigén- illetve a hidrogénképződéshez szükséges magas potenciáljuk miatt. Számos más anyag is használható elektródaként. Ilyen például a platina, a magnézium, a higany (folyékony közegként a reaktorban), a rozsdamentes acél vagy a hálós üvegszerű karbon. Egyes reakciókban az elektródot feláldozzák, amely a reakció során elhasználódik, ilyen  például a cink vagy az ólom. A cellatípusok lehetnek osztatlan cellás vagy osztott cellás típusok. Az osztott cellákban a katód- és az anódkamrát félporózus membrán választja el egymástól. Gyakori membránanyagok közé tartozik a szinterezett üveg, a porózus porcelán, a politetrafluoretén vagy a polipropilén. Az osztott cella célja, hogy lehetővé tegye az ionok diffúzióját, ugyanakkor korlátozza a termékek és a reakcióba lépő anyagok áramlását. A szétválasztás leegyszerűsíti a feldolgozást is. Az osztott cellát igénylő reakcióra példa a nitrobenzol fenilhidroxilaminná történő redukciója, ahol az utóbbi vegyszer az anódon oxidációra hajlamos.

## Fordítás
- Ez a szócikk részben vagy egészben  az   Electrosynthesis című angol Wikipédia-szócikk ezen változatának fordításán alapul.  Az eredeti cikk szerkesztőit annak laptörténete sorolja fel. Ez a jelzés csupán a megfogalmazás eredetét és a szerzői jogokat jelzi, nem szolgál a cikkben szereplő információk forrásmegjelöléseként.